# Pup Academy
Pup Academy è una serie televisiva trasmessa in anteprima su Disney Channel e TVOntario il 26 agosto 2019. La serie è interpretata da Don Lake, Christian Convery, Aria Birch, Gabrielle Miller, Riley O'Donnell, Chance Hurstfield, Dylan Schombing e Brian George.

## Trama
Charlie è un uomo che ha creato un'accademia segreta per cuccioli in un mondo parallelo dove sono istruiti su come diventare cani. Suo nipote Morgan si trasferisce nel suo quartiere e lui lo assume per aiutarlo ad educare i cuccioli come Spark, Corazon e Whiz nel momento in cui il legame tra umano e cane che è alimentato dalla costellazione di Canis Primus inizia a svanire. Questo si lega ad una profezia che coinvolge un ragazzo ed un cucciolo randagio in cui il Decano dei Laureati (o D.O.G. in breve) deve trovare quel randagio speciale, salvare la Pup Academy, e ripristinare il legame tra gli esseri umani e canini.

## Cast e personaggi
- Don Lake è Charlie, uno dei guardiani della Pup Academy. La sua famiglia ha il compito di proteggere il segreto della scuola da generazioni. Il suo ruolo all'interno della scuola è quello di assistere gli insegnanti durante le lezioni e di arbitrare le partite di Fetchball.
- Christian Convery è Morgan, il nipote di Charlie che lo aiuta con la Pup Academy. Diventa l'apprendista di suo nonno come fece suo padre.
- Aria Birch è Izzy, una ragazza con cui Morgan fa amicizia ed è la padrona di Corazón. Ogni giorno gira e posta un video sul suo cane che chiama "Progetto Cucciolo". Diventa la supplente della Pup Academy dopo che né scopre l'esistenza.
- Gabrielle Miller è Molly, la madre di Morgan. E' a conoscenza dell'esistenza della Pup Academy.
- Riley O'Donnell è la voce di Spark, una cagnolino randagia intelligente.
- Chance Hurstfield è la voce di Corazon, un cucciolo di Golden Retriever, un po' distratto ma gentile. È il cane di Izzy.
- Dylan Schombing è la voce di Whiz, un piccolo cane da pastore nervoso ma intelligente. Ha paura delle pecore e ogni volta che prova ad affrontarle fugge terrorizzato. È il cane di James.
- Brian George è la voce di D.O.G., un husky, preside della Pup Academy che cerca il randagio della profezia.
- Ellie Harvie è la voce della Preside Gruff, una Corgi, che fa le veci di D.O.G. in diverse occasioni.
- Jason Schombing è la voce di Coach K9, un grosso alano insegnante di educazione fisica, che dirige le partite di Fetchball.
- David Milchard è la voce del Professor Fitz, è il vice-preside ed è in contrasto con D.O.G. perché crede che la scuola debba accettare solo cani di razza e considera assurda la profezia sul randagio.
- Bill Reiter è la voce di Reginald, l'esperto di storia e archivista dell'accademia. Finisce per addormentasi dopo avere iniziato un discorso.
- Islie Hirvonen è la voce di Pom-Pom, è una cagnolina di Pomeranian, cheerleader della scuola. Corazon ha una cotta per lei e la cosa sembra reciproca.
- Zion Simpson è la voce di Bite, un cagnolino che viene sempre bocciato e sta ripetendo l'anno scolastico per la quarta volta. Si atteggia a bullo con Spark, Whiz e Corazon.
- Travis Turner è la voce di Rotty, è lo "scagnozzo" di Bite e suo amico, ma non è molto sveglio.
- Jed Rees è la voce di King, un pastore tedesco leader dei cani randagi della città. In passato era uno studente della Pup Academy ma per una misteriosa ragione venne espulso e giurò vendetta contro D.O.G.
- Lochlyn Munro è la voce di Wolf, un misterioso lupo che vive nella Foresta Scura. Sembra avere un accordo segreto con Fitz.

## Produzione
Il 15 ottobre 2018, è stato annunciato che Disney e Netflix hanno ordinato Pup Academy, con un lungometraggio pilota, così come 22 episodi regolari. Prima serie della Air Bud Entertainment ad essere trasmessa su Disney Channel, la serie è stata prodotta da Anna McRoberts e Robert Vince e diretta da Robert Vince. Il 31 luglio 2019 è stato annunciato che la serie sarebbe stata presentata in anteprima il 26 agosto 2019; dopo la prima, i nuovi episodi della serie riprenderanno il 4 settembre 2019. La serie è stata trasmessa anche nel blocco TVOKids di TVOntario in Canada il 26 agosto 2019. A livello internazionale, lo show sarà lanciato su Netflix nel febbraio 2020.

## Episodi
- The Stray's First Day (Il primo giorno della randagia)
- Tell Us About Your Human Day (La giornata Raccontaci del tuo umano)
- Oopsie! (Oopsie!)
- Cooking Up Trouble (Cosa bolle in pentola?)
- My Uncle Is Dude (Dude è mio zio)
- Spark Strays (Spark si allontana)
- Izzy Gets Busy (Izzy si dà da fare)
- Kitten Academy (La Kitten Academy)
- Into the Wildwood (Nella foresta scura)
- Secrets Unleashed (Un segreto svelato)
- The Substitute (Il supplente)
- The Thing with King (La storia di King)